# 棒二森屋
棒二森屋（ぼうにもりや）は、かつて北海道函館市若松町の函館駅前に存在した日本の百貨店である。この項では1994年（平成6年）2月28日まで当百貨店を運営していた会社（株式会社 棒二森屋）についても述べる。中合運営時代は店名が中合 棒二森屋（なかごう ぼうにもりや）であった。

## 歴史・概要

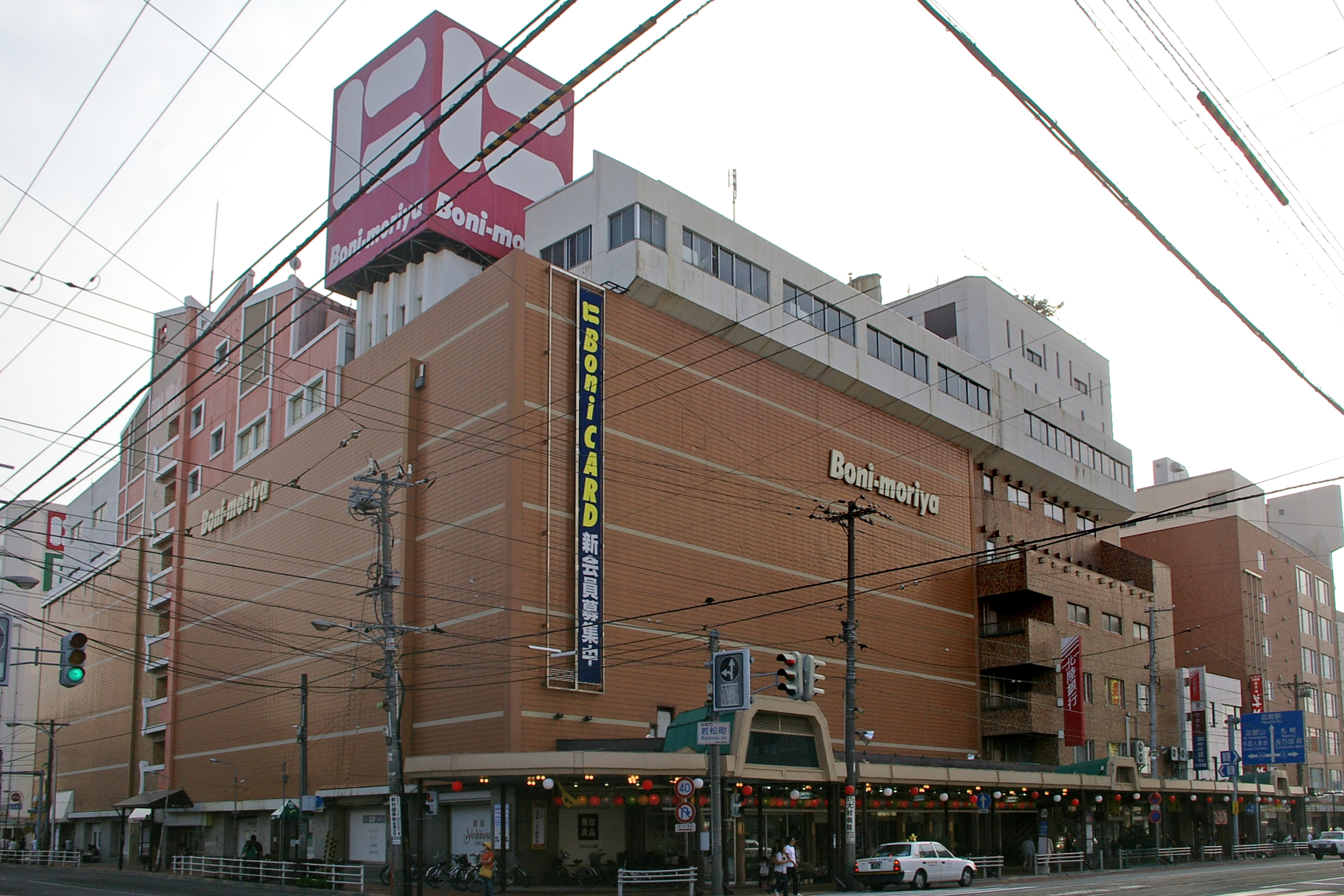
中合棒二森屋店

### 設立まで
「棒二森屋」は、「金森森屋百貨店」および「棒二荻野呉服店」をルーツとする。
「金森森屋百貨店」は、1863年（文久3年）に長崎から函館へ移住して昆布など海産物の輸送を営んでいた大分県出身の初代渡辺熊四郎（わたなべ くましろう）が、1869年（明治2年）に北海道函館市大町で北海道初の洋品店であった「金森森屋洋物店」として創業。1925年（大正14年）12月に渡辺商事株式会社が、「四階楼」に時計台を配置した鉄筋コンクリート造3階建の新店舗を建設して金森森屋百貨店を開業する。
一方の棒二荻野呉服店は、1882年（明治15年）に滋賀県神崎郡（後の栗見荘村）出身の荻野儀平が、北海道上磯戸切地（現・北斗市）で「棒二荻野商店」として創業、呉服を扱ったのをルーツとして、1931年（昭和6年）10月2日にはシャンデリアのある催事場や食堂、エレベーターなどを装備した4階建500坪を超える大規模な新店舗に全面的な建て替えを行って本格的に百貨店化した。

### 棒二森屋設立
両店は、将来的な函館駅前の発展を見込んで店舗の移転・拡張を目指し、相馬合名会社の支援を受けて1936年（昭和11年）6月12日に合併して株式会社棒二森屋を設立した。
設立当初は旧金森森屋百貨店を棒二森屋末広町店、旧棒二荻野呉服店は棒二森屋地蔵町店として引き続き営業し、初代社長には旧棒二荻野呉服店の2代目荻野清六（おぎの せいろく）が就任した。
合併翌年の1937年（昭和12年）10月1日に函館市高砂町（現・若松町=現在地）に5階建の新店舗を開業して合併の目的だった函館駅前進出を果たし、第2次世界大戦前後の混乱を乗り越えて、1965年（昭和40年）には売場面積6,513m2で札幌以外ではトップとなる売上高26.9億円を上げて、丸井今井函館支店の15.0億円（売場面積4,979m2）に大差をつけて函館の地域一番店となるなど道南を代表する百貨店に成長した。
1956年（昭和31年）に制定された百貨店法（第2次）では丸井今井函館支店と共に法律の適用を受けながら競争し、寄合百貨店として規制の対象外で1959年（昭和34年）に市内松風町に開業した彩華デパートや1968年（昭和43年）に同じく市内若松町に開業した和光デパートとは共に同じ函館駅前・大門地区で競いあうなど地場資本同士で激しい競争を繰り広げていた。
昭和30年代から昭和40年代に進んだ人口の郊外移動とモータリゼーションの影響で棒二森屋のある中心市街地の商店街の地位は1973年（昭和48年）に年間販売額が1968年（昭和43年）の6倍になった旧・亀田市赤川通地区などの郊外の商業施設との競争に巻き込まれて地盤沈下し、造船不況による函館ドックの低迷や北洋漁業の衰退など地域経済が伸び悩むなど外部環境が厳しさを増していった。
そして、棒二森屋と丸井今井の地場百貨店の影響で全国主要100都市で本州大手スーパー7社がひとつも出店をしていなかった函館にイトーヨーカ堂と長崎屋が旧亀田市赤川通地区への進出計画を発表し、地元経済が伸び悩む状況下での本州資本の進出に対して地元商業者と共に進出反対運動を繰り広げたものの、イトーヨーカ堂進出に賛同する8万人もの消費者の署名が集まったり、「地区の今後の開発を見据えて核となる店舗が欲しい」と1975年（昭和50年）6月に亀田商工会会長が発言するなど地元の旧亀田市側が進出を歓迎する傾向にあったため、1980年（昭和55年）8月28日に「長崎屋 函館店」が、同年9月3日に「イトーヨーカドー函館店」がそれぞれ市内美原1丁目に開店し、同月の函館の既存の大規模小売店が全店前年割れした際には棒二森屋も市内のトップの売上を維持したものの前年同月比-6.5%となるなど厳しい状況に追い込まれた。
さらに翌年1981年（昭和56年）3月6日には市内梁川町に百貨店の「函館西武」が開業するなど競争が一段と激化した。

### 経営母体の変化
系列子会社が1社倒産するなど、競争激化により経営に支障が出ていたため、一時は同じく老舗百貨店の三越が棒二森屋救済に名乗りを挙げるも新館の建設で意見が対立。結局、大手スーパーのダイエーと業務提携を結びダイエー傘下となった。
ダイエーとの提携後の1982年（昭和57年）9月1日にはアネックス新館を開業して増床するなど競合に対抗し、1993年（平成5年）9月21日の臨時株主総会で筆頭株主で経営指導も行っていたダイエー系のアドバンスド・デパートメントストアズ・オブ・ジャパンへの営業譲渡を決議して1994年（平成6年）2月28日付で営業権を譲渡し、運営していた株式会社は清算され消滅した。
2004年（平成16年）12月に産業再生機構がまとめたダイエー再建策に百貨店事業からの撤退が盛り込まれて売却の対象とされ、地元流通業者と譲渡交渉が行われた。しかし、2005年（平成17年）9月には営業継続の方針が固まり、同年12月1日付でダイエーの子会社である中合と合併。棒二森屋の運営は同社が手掛ける体制に移行した。
2015年（平成27年）1月1日にイオンがダイエーを完全子会社化し、中合もイオンの子会社となった。また同年9月にはダイエーが運営していた本館地階食品売り場を改装、直営化によって同月9日に成城石井などが入居して一部が先行開業。同月25日に全面的に新装開業した。このほか、北海道新幹線が開業を見据え、本館の耐震・改修工事を行うとしていた（アネックス館は耐震基準に適合している）。

### 閉店へ
だが、2017年（平成29年）4月、アネックス館4階で営業していた無印良品が本町地区・旧グルメシティ五稜郭店跡地にオープンした再開発ビル「シエスタハコダテ」に移転したことや、本館の耐震補強工事には多額の費用が見込まれること並びに棒二森屋自体の売上の低迷から、同年6月には閉店も今後の方針の一つとして俎上に載り、検討されていると各報道機関が報じた。これを受け、同年11月には工藤壽樹函館市長がイオンの岡田元也社長を訪ね、閉店となった場合でも、跡地の活用を検討するよう要望していた。
2018年（平成30年）3月、イオンは閉店を計画している棒二森屋について、本館とアネックスを建て替えた上で、本館跡の建物には低層階にスーパーや金融機関が入り、上層階にはマンションを設けるほか、アネックス跡の建物にはシティーホテルなどの宿泊施設を設ける計画案を同年3月17日に市や、商工関係者に伝えたと報じられた。
同年6月29日、2019年（平成31年）1月31日をもって閉店することが正式に発表された。
2019年1月31日、18時をもって閉店。18時30分より閉店セレモニーが行われ、多くの函館市民や元従業員が見守る中、小賀雅彦店長が閉店の挨拶を述べた。北海道函館西高等学校の吹奏楽部による「蛍の光」の演奏が流れる中、18時54分に正面玄関のシャッターが下り、150年に及ぶ歴史に幕を閉じた。

### 閉店後
棒二森屋は閉店したが、本館1階南東のテナント・ラッキーピエロ函館駅前店は10月15日まで営業、同月29日に函館朝市近くの「ホテルニューオーテ」2階に移転した。
アネックス館は「函館駅前ビル」として、2月8日にプレ営業を、2月20日に本営業を開始。同ビルは、アネックス館時代から継続して出店するテナントや本館より移転したテナントが2022年（令和4年）1月31日まで営業した。
駐車場「ボーニパーキング」は24時間営業のコインパーキング「タイムズ函館」となった。

### 再開発
●：民間の動き、▲：函館市の動き
2019年（令和元年）-2020年（令和2年）
●2019年（令和元年）7月に地権者らが「函館駅前東地区市街地再開発準備組合（以下、準備組合）」を設立。同年10月に事業協力者としてイオンモールと西松建設を選定した。
当初の計画では
1. 本館跡北側には4階建ての商業施設
2. 本館跡南側には25階建ての高層マンション
3. アネックス館跡には広いコンベンション・ルームを擁した15階建てのホテル
4. ホテルと商業施設・マンションの間の函館市道は廃道にして全天候型広場を整備、飲食店街を設ける

で、事業費約190億円、2025年度（令和7年度）末の完成を予定し、2022年（令和4年）に建物の解体工事に着手する考えであった。
2023年（令和5年）
●10月に再開発の総事業費を当初から約41億円多い231億円に増額する見通し、さらに総延べ床面積は約7000平方メートル少ない3万6217平方メートルで、完成・開業は2028年（令和10年）10月を目指すと報じられる。
2024年（令和6年）
▲2月、函館市が、施設内に整備する公共施設の基本的な考え方を公表。地区の特性を生かした市民、観光客誰もが自由に集い交流する多機能型施設」をコンセプトとし、多様なイベントを開催でき、デジタルを活用した自然災害体験コーナーや図書機能を持つ施設。谷地頭老人福祉センターと函館市中央図書館千歳図書室はこの施設に統廃合せずに存続させる、函館市立東川児童館、函館市女性センター、ふらっとDaimon事業は引き続き検討する。
●8月、準備組合が、ホテル棟を含め全施設を再開発組合が建設する予定を、都市再開発法に基づく「特定建築者制度」を活用し、ホテル事業者自らホテル棟を建設し、建物と敷地を取得し運営する方針に変更すると報じられる。総工費231億円からホテル分を切り離すことで176億7,000万円に圧縮した。なお、国と函館市の負担は35億円ずつとした。
▲9月に函館市は施設内に整備する公共施設について市民説明会を開いた。
2025年（令和7年）
●1月28日に事業主体となる函館駅前東地区市街地再開発組合（以下、再開発組合）が設立され、同年11月解体に着手し、2029年（令和11年）5月の開業を目指すとする。

## フロア構成
（2019年1月31日閉店時点）

### 本館
- 地下1階：生鮮食料品・一般食料品 - アネックス館との連絡通路あり。
- 1階：服飾雑貨・化粧品
- 2階：レディスファッション・ヤングキャラクターファッション
- 3階：ミセスファッション・大きいサイズ
- 4階：メンズファッション・紳士用品 - ボーニパーキングビルとの連絡通路、アネックス館との連絡通路あり
- 5階：リビング用品・時計・メガネ・宝飾・薬品 - ボーニパーキングビルとの連絡通路、アネックス館との連絡通路あり
- 6階：子供服・玩具・文房具・函館市消費生活センター - アネックス館との連絡通路あり
- 7階：催事会場・特選サロン・レストラン・Boni CARDコーナー - アネックス館との連絡通路あり
- 屋上：ポケットパーク（閉鎖） - ミニ神社「互福稲荷神社」が祀られている。

### アネックス
- 地下1階：全国銘菓・北海道銘菓・土産品・インストアベーカリー - 本館との連絡通路あり。函館駅前ビル移行後は閉鎖。
- 1階：スイーツ&カフェ
- 2階：ヤングカジュアルファッション
- 3階：ヤングファッション・ランファン
- 4階：（空きフロア） - 本館との連絡通路あり
- 5階：書籍・文房具・雑貨ショップ - 本館との連絡通路あり
- 6階：アミューズメント・CD・楽器 - 本館との連絡通路あり
- 7階：アミューズメント（子供向けアミューズメント施設） - 本館との連絡通路あり。函館駅前ビル移行後は閉鎖。

## 看板
棒二荻野呉服店時代より使用していた、「に」を模した（縦「棒」とカタカナの「ニ」）ロゴマークと、「Boni-moriya」（1994年以前は大文字の「BONI-MORIYA」だった）の文字入り看板を使用している。ダイエーとの提携をする前は、「に」を模したロゴマークと「森屋」の筆文字入りの看板を用いていた。

## 沿革
- 1869年（明治2年） - 初代渡辺熊四郎が、函館市大町で北海道初の洋品店だった金森森屋洋物店を開業[6]。
- 1882年（明治15年） - 荻野儀平が、北海道上磯村戸切地で棒二荻野商店を開業[10]。
- 1925年（大正14年）12月 - 金森森屋百貨店を開業[7]。
- 1931年（昭和6年）10月2日 - 棒二荻野呉服店が百貨店を開業[7]。
- 1936年（昭和11年）6月12日 - 金森森屋百貨店と棒二荻野呉服店が合併して、株式会社棒二森屋となる[10]。
- 1937年（昭和12年）10月1日 - 函館市高砂町(現・若松町=現在地)に5階建の新店舗を開業[10]。
- 1943年（昭和18年） - 6階部分を増築。
- 1965年（昭和40年） - 7階部分を増築。このころ三越の影響を受け、包装紙のデザインが白地に三越のカラーを使った物を使用する。
- 1970年（昭和45年） - 全館改装を行い、1階に北陸銀行函館支店（当時）が入居する。包装紙や紙袋のデザインを、黄色地に紺色の文字とスズランの模様が入った物に変更する。
- 1974年（昭和49年） - 第7期工事。地下2階・地上9階・塔屋3階増築完了(総面積3,786坪)。
- 1981年（昭和56年）5月20日 - 大手スーパーのダイエーと業務提携調印[23]。
- 1981年（昭和56年）11月 - ダイエーと業務提携開始。ダイエー傘下に入る。
- 1982年（昭和57年） - 函館市の駅前土地区画整理事業の一環で、駅前側の商店を統合する形で新館アネックスが完成[11]。包装紙などのデザインを、白地に赤地の物に変更する。
- 1983年（昭和58年） - 自家用車の買い物客の集客をめざし、立体駐車場の「ボーニパーキング」がオープン。本館1階南東側にミスタードーナツ函館駅前ショップが入居。
- 1989年（平成元年） - 本館7階に函館市消費生活センターが入居する。
- 1990年（平成2年）3月1日 - 系列会社の食品スーパー「ボーニストア」が、同じくダイエーと業務提携を行っていたホリタ（本社：函館市）と対等合併。函館ダイエーとなる[49][注釈 4]。
- 1994年（平成6年）2月28日 - アドバンスド・デパートメントストアーズオブジャパン（ADS）が営業権を譲受[4]。従業員の大半はADSに移行。運営していた株式会社棒二森屋は清算され消滅。[4]
- 1997年（平成9年）前後 - 本館外装の改修工事を行い、本館北側・東側の2階 - 6階部分の外壁が茶色のパネルで覆われ、現在の建物の形となる（東側中央の「すずらん玄関」を除く）。
- 2002年（平成14年） - 本館1階のミスタードーナツ函館駅前ショップが閉店。
- 2003年（平成15年） - 本館1階ミスタードーナツ跡に「ラッキーピエロ 函館駅前店」が入居する。アネックス館4階に「無印良品」が入居（それまでは函館西武5階に入居していた）。
- 2005年（平成17年）12月1日 - ADSが福島県の中合に吸収合併され[11]、店名を「中合 棒二森屋店」とする。
- 2013年（平成24年）6月 - 函館市の子育て世代支援施設、大門キッズスタジアム（現・はこだてキッズプラザ）が入居[53]
- 2017年（平成29年） - 駅前進出80周年記念事業を開催し、30数年ぶりに街頭有線放送での広報CMが復活。アネックス館4階の「無印良品」が本町地区の「シエスタ ハコダテ」に移転。
- 2019年（平成31年）1月31日 - 中合 棒二森屋店閉店。同年2月8日、アネックス館跡に「函館駅前ビル」プレ開業（本営業の開始は2月20日）。
- 2020年（令和2年）6月30日 - 棒二森屋 函館空港売店閉店。これにより「棒二森屋」の看板を掲げた店舗は全てなくなった。

## 関連会社
- ボーニストア - 出資比率84.0%[1]、スーパーマーケット[1]。
- ボーニ縫製 - 出資比率98.0%[1]、衣料の縫製[1]。
- ボーニサービス - 出資比率100.0%[1]、駐車場経営[1]、保険代理業[1]。
- ボーニミサワホーム - 出資比率96.5%[1]、プレハブ住宅の販売・施工[1]。1981年、ミサワホーム函館に営業権譲渡[54]。
- トヨタビスタ函館

## 備考
- 本館脇に、第7期増築時の年号「1974」がモザイクタイルで刻印されている[55]。
- 函館空港の国内線旅客ターミナルビル2階に、「棒二森屋 函館空港店」が営業していた。こちらは2019年1月31日の本店閉店後も中合が継続して営業していたが、2020年6月30日に閉店し、「棒二森屋」の看板を掲げた店舗は全てなくなった。
- かつてはHBCラジオで一社提供の『スマイルアワー』という番組が放送されていた（函館放送局ローカル）。音楽を一曲流し、棒二森屋の催事情報や買い物情報を放送するという内容であった。放送時間は月曜 - 日曜の9:50 - 9:55であった。2017年（平成29年）3月 - 2019年（平成31年）1月31日（過去には1968年（昭和43年）頃にも）に函館市内の街頭有線放送で流れていた「ボーニソング」はこの番組のエンディングテーマでもあった（作詞・作曲者は不詳）。また、2018年（平成30年）10月から2019年（平成31年）1月31日の閉店まで、木曜日10:55 - 11:00に『函ミニ情報BOX・棒二の時間』[注釈 5]として、閉店する棒二森屋の思い出などを聴取者から募集する形で放送していた。